# Valoración de Karl Fischer

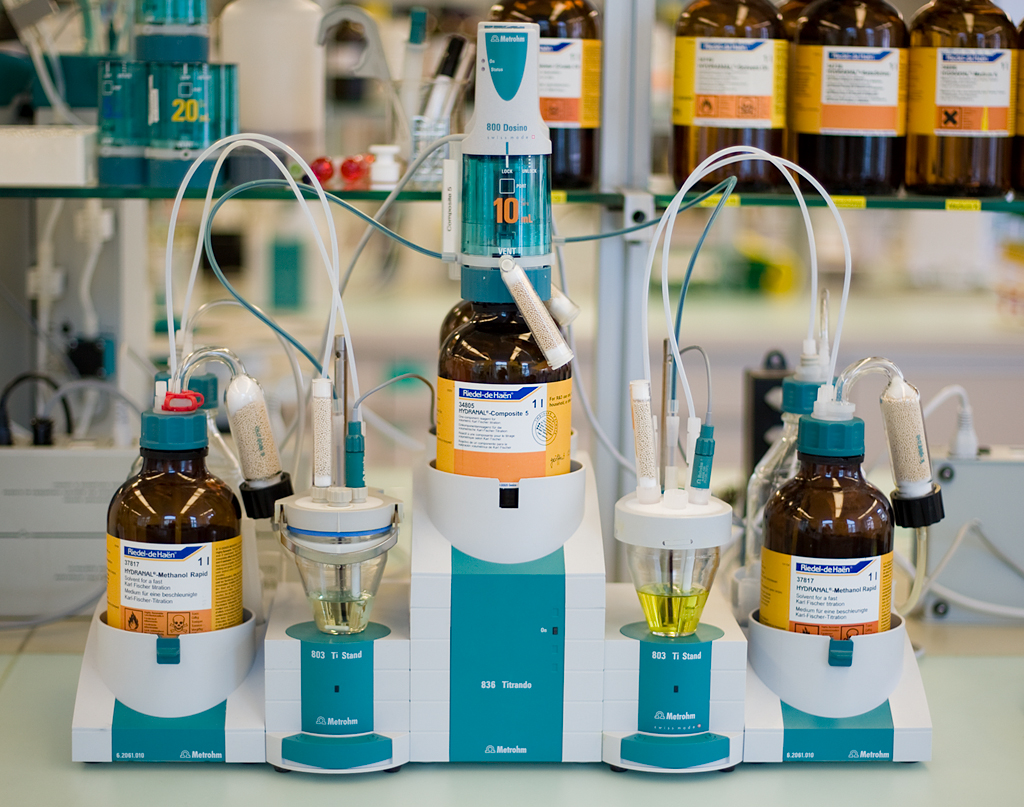
Un titulador de Karl Fischer.

La valoración de Karl Fischer es un método usado en química analítica para la determinación de trazas de agua en compuestos orgánicos, es decir, en medios anhidros. La valoración se puede llevar a cabo mediante culombimetría  o mediante  análisis volumétrico mediante una disolución de yodo, dióxido de azufre y piridina en metanol absoluto (reactivo de Karl Fischer). El nombre se debe al químico alemán Karl Fischer, que lo estudió y puso a punto en 1935. 

## Valoración columbimétrica
El compartimento principal de la celda de valoración contiene en el ánodo el valorante (reactivo de Karl Fischer) más la solución del analito. El reactivo de Karl Fischer es un tipo de disolución estándar de yodo para la determinación de agua. Este reactivo está constituido por  I2, una base (B) normalmente imidazol o piridina y SO2 en proporción 1:3:10, disueltos en un alcohol (ROH), el más utilizado suele ser el metanol anhidro.
La celda de valoración consta también de un pequeño compartimento con un (ánodo) sumergido en la solución del ánodo del compartimento principal. Los dos compartimentos están separados por una membrana permeable a los iones. La fuerza del reactivo está determinada por su contenido de yodo. 
El ánodo de platino genera I2 cuando se proporciona corriente eléctrica al circuito. La reacción neta como se muestra a continuación es la oxidación de un mol de  SO2 por cada mol de I2 consumido. Un mol de I2 se consume por cada mol de H2O. En otras palabras, se consumen 2 moles de electrones por cada mol de agua. 
B·I2 + B·SO2 + B + H2O → 2BH+I− + BSO3
BSO3 + ROH → BH+ROSO3−
Si utilizamos piridina (C5H5N) y metanol (CH3OH), la reacción global quedaría de la forma:
I2 + SO2 + CH3OH + 3 C5H5N + H2O  →   2 C5H5NH+I- + C5H5NH+SO4CH3-
El yodo se reduce a ion yoduro y el dióxido de azufre se oxida al complejo de ion sulfato. Para que tenga lugar la reacción es imprescindible la presencia de agua.
El punto final se detecta la mayoría de las veces mediante un método bipotenciométrico. Un segundo par de electrodos de Pt están sumergidos en la solución de ánodo. El circuito detector mantiene una corriente constante entre los dos electrodos del detector durante la valoración. Antes del punto de equivalencia, la solución contiene I- pero poco I2. En el punto de equivalencia, aparece un exceso de I2 y una abrupta caída del potencial marca el punto final. La cantidad de corriente necesaria para generar el I2 a fin de alcanzar el punto final puede utilizarse para calcular la cantidad de agua en la muestra original.

## Valoración volumétrica
La valoración volumétrica se basa en los mismos principios que la valoración culombimétrica, salvo que la solución del ánodo anterior ahora se utiliza como solución valorante. El valorante se compone igualmente de un alcohol (ROH), una base (B), SO2 y de I2 en concentración conocida. 
Se consume un mol de I2 por cada mol de H2O. La reacción de valoración procede como anteriormente, y el punto final puede establecerse visualmente por el color café dado por el exceso de reactivo, pero es más común que se determine por un método electroanalítico como el descrito anteriormente. El reactivo se valora periódicamente mediante la titulación de soluciones estándar de agua en metanol o bien un estándar de tartrato de sodio dihidratado

## Ventajas del análisis
La popularidad de la titulación de Karl Fischer se debe en gran parte, a varias ventajas prácticas que tiene sobre otros métodos de determinación de la humedad, incluyendo: 
- Alta exactitud y precisión
- Selectividad para el agua
- Requiere sólo pequeñas cantidades de muestra
- Fácil preparación de la muestra
- Análisis de corta duración
- Rango de medición casi ilimitado (1 ppm a 100%)
- Utilidad para el análisis de:
  - Sólidos
  - Líquidos
  - Gases
- Independencia de la presencia de otros compuestos volátiles
- Facilidad de automatización

La ventaja más importante del método de Karl Fischer sobre los métodos térmicos de determinación de humedad por pérdida en el secado convencional es su especificidad para el agua. La pérdida por desecación detecta la pérdida de cualquier sustancia  volátil.

## Literatura
- Water determination by Karl Fischer Titration by Peter A. Bruttel, Regina Schlink, Metrohm AG, Order Number 8.026.5003 Archivado el 14 de julio de 2011 en Wayback Machine. (Free Monograph)